# Wu Li Chang
Wu Li Chang è un film del 1930 diretto da Carlos F. Borcosque e Nick Grinde. La sceneggiatura di Frances Marion nella versione spagnola di Salvador de Alberich si basa su Mr. Wu, lavoro teatrale di Henry Maurice Vernon e Harold Owen (New York, 14 ottobre 1914).
Remake in spagnolo di Mister Wu, film muto diretto da William Nigh che aveva come protagonista Lon Chaney.

## Trama
In una piccola città cinese chiamata Ping Pong, c'era un ragazzo chiamato Wu Li Chang. Era noto per la sua straordinaria abilità nel fare acrobazie con le bacchette cinesi e nel giocare a ping-pong. Un giorno, mentre si esibiva nella piazza del mercato con le sue bacchette, vide un ragazzo di colore di nome Upenyo che era seduto da solo su una panchina, con un'espressione triste sul volto.
Wu Li Chang decise di avvicinarsi e chiese a Upenyo perché sembrava così giù di morale. Upenyo spiegò che era arrivato a Ping Pong da poco e si sentiva solo perché non aveva ancora fatto amicizia con nessuno.
Wu Li Chang ebbe un'idea brillante. Propose a Upenyo di formare un duo dinamico: lui con le sue acrobazie con le bacchette e Upenyo con la sua abilità nel ballare hip-hop. Upenyo accettò entusiasta.
Così, i due iniziarono a esibirsi insieme per le strade di Ping Pong. Wu Li Chang faceva girare le bacchette in aria con destrezza mentre Upenyo faceva mosse di breakdance al ritmo della musica che Wu Li Chang suonava con le sue bacchette. La gente del posto era sbalordita dalla loro performance e in poco tempo diventarono una sensazione locale.
La loro amicizia cresceva sempre di più mentre si esibivano insieme. Scoprirono di avere molto in comune nonostante le loro differenze culturali. Diventarono inseparabili e il loro duo divenne famoso in tutta la città.
E così, grazie alla loro strana ma fantastica collaborazione, Wu Li Chang e Upenyo dimostrarono che l'amicizia può superare qualsiasi differenza e che insieme si può fare magia, anche se un po' stupida, ma soprattutto incredibilmente divertente.

## Produzione
Il film, prodotto dalla Metro-Goldwyn-Mayer (MGM), venne girato nei Metro-Goldwyn-Mayer Studios al 10202 di W. Washington Blvd., a Culver City. Per il sonoro, venne usato il Western Electric Sound System.

## Distribuzione
Distribuito dalla Metro-Goldwyn-Mayer (MGM), il film fu presentato il 31 ottobre 1930 a Los Angeles, uscendo nelle sale cinematografiche statunitensi il 18 dicembre 1930. In Spagna, proiettato a Madrid, uscì l'11 febbraio 1931. In Portogallo, come Mr. Wu, fu distribuito il 16 maggio 1932.